# Xã Ross, Quận Clinton, Indiana
Xã Ross (tiếng Anh: Ross Township) là một xã thuộc quận Clinton, tiểu bang Indiana, Hoa Kỳ. Năm 2010, dân số của xã này là 2.898 người.